# Fédon de Argos
Fédon foi um rei de Argos, na Grécia Antiga, que governou entre 675 e 655 a.C..
Segundo Aristóteles Fédon teria começado como rei para acabar como tirano, ou seja, Fédon teria tomado o poder à força, excluindo da vida política a aristocracia, apoiando-se na classes excluídas, fenónemo típico da Grécia durante o Período Arcaico. O seu regimo tirânico teria servido de inspiração para Corinto e Sícion adoptarem regimes semelhantes.
Em 669 a.C. Fédon venceu Esparta na Batalha de Hísias, na região oriental do Peloponeso. Esta batalha teria sido ganha graças à adopção por parte de Argos da hoplitia.
Fédon foi também responsável pela tomada do santuário de Zeus em Olímpia, local de realização dos Jogos Olímpicos antigos, que era administrado pelas gentes da Élide. Segundo Pausânias, isto ocorreu a pedido dos habitandes de Pisa, no ano da oitava olimpíada (748 a.C.). Introduziu também um sistema de pesos e medidas que se divulgaria pelo Peloponeso. Alguns estudiosos sustentam que Fédon foi o introdutor das primeiras moedas na Grécia.
Segundo Heródoto, Fédon teria se envolvido nos assuntos internos de Corinto e Égina, chegando mesmo a ocupar esta última cidade. Fédon teria falecido durante uma intervenção em Corinto quando esta cidade vivia uma guerra civil.
Fédon também é mencionado por Plutarco: ele pediu mil homens de Corinto, com planos de assassiná-los e enfraquecer Corinto, mas o plano foi descoberto. Esta história ocorreu duas gerações antes da fundação de Siracusa pelos coríntios, em cerca de 734 a.C..